# Silver Peak (Nevada)
Silver Peak es un lugar designado por el censo en el condado de Esmeralda en el estado estadounidense de Nevada.

## Geografía
Silver Peak se encuentra ubicado en las coordenadas 37°45′18″N 117°38′5″O / 37.75500, -117.63472.